# Джан Галеаццо Сфорца
Джан Галеаццо Марія Сфорца (італ. Gian Galeazzo Maria Sforza; 20 червня 1469 — 21 жовтня 1494) — герцог Міланський у 1476—1494 роках.

## Життєпис
Походив з династії Сфорца. Син Галеаццо Марії, герцога Мілану, та Бони Савойської. При народженні отримав титул графа Павії. Його освітою займався Джованні Агостіно Ольгіаті.
Після вбивства батька 1476 року, у віці семи років успадкував титул герцога Міланського. 3 січня 1477 року його мати була оголошена регенткою. Вона керувала герцогством за допомогою секретаря її вбитого чоловіка, Франческо Сімонетта. Втім розпочалося протистояння регентки зі стрийками герцога — Отавіано, Сфорца і Людовиком, — що також претендували на частку влади та земель. 24 квітня 1478 року Джан Галеаццо урочисто заедено на герцогський трон.
Однак незабаром стрийко Джана Галеаццо — Людовіко, почав набирати реальну владу, а молодий герцог став номінальним володарем. Щоб зміцнити альянс між Міланським герцогством і Неаполітанським королівством, Людовіко Сфорца одружив Джан Галеаццо на доньці короля Альфонсо II. З огляду на майбутнє одруження замок Сфорца декорував сам Леонардо да Вінчі, запрошений до двору герцога. Весілля відбулася 2 лютого 1489 року.
Невдовзі після весілля захворів, його стрийко порекомендував оселитися у м. Павія (давній столиці Ломбардії та осередку міланських герцогів). Джан Галеаццо помер 1494 року у віці 25 років в м. Павія. Численні чутки звинувачували в його смерті Людовіко, який успадкував владу.

## Родина
Дружина — Ізабелла, донька Альфонсо II, короля Неаполя
Діти:
- Іполіта (1490—1501)
- Франческо (1491—1512), аббат Мармутьє (Франція)
- Бона Сфорца (1494—1557) — польська королева (1518—1557), дружина Сигізмунда I, короля Польщі
- Бланка (1495—1496)